# Realizm metafizyczny
Realizm metafizyczny, realizm ontologiczny – stanowisko przeciwne zarówno idealizmowi subiektywnemu, jak i obiektywnemu, uznające istnienie rzeczywistości obiektywnej, transcendentnej w stosunku do poznającego podmiotu i niezależnej od aktów świadomości. Jego naczelną tezą jest twierdzenie, że ciała istnieją w dosłownym sensie.
Rozróżnia się:
- realizm naiwny – naturalny pogląd, który wyznaje każdy człowiek przed wszelką refleksją filozoficzną;
- realizm krytyczny – pogląd przyjęty po dokonaniu refleksji,  rozważeniu i odparciu argumentów idealistycznych. Głosi, że prawdziwy jest nie ten obraz świata, który narzuca się bezpośrednio naszym zmysłom (spostrzegane przez nas barwy, dźwięki, wonie itd. są jedynie subiektywną reakcją naszej organizacji psychofizycznej na bodźce pochodzące ze świata zewnętrznego), lecz ten, który przedstawia w oparciu o badania fizyka. W związku z tym realiści krytyczni dzielą jakości na wtórne (wytworzone przez organizację naszych władz poznawczych i mylnie przypisywane przedmiotom) oraz pierwotne (rzeczywiście przysługujące ciałom)[4].

Realizm ontologiczny dotyczy zwykle pewnej określonej kategorii przedmiotów (np. uniwersaliów, umysłów, kwantów) – uznaje, że obiekty danej kategorii istnieją obiektywnie.